# Pima (Arizona)
Pour les articles homonymes, voir Pima.
Pima est une municipalité américaine située dans le comté de Graham en Arizona.

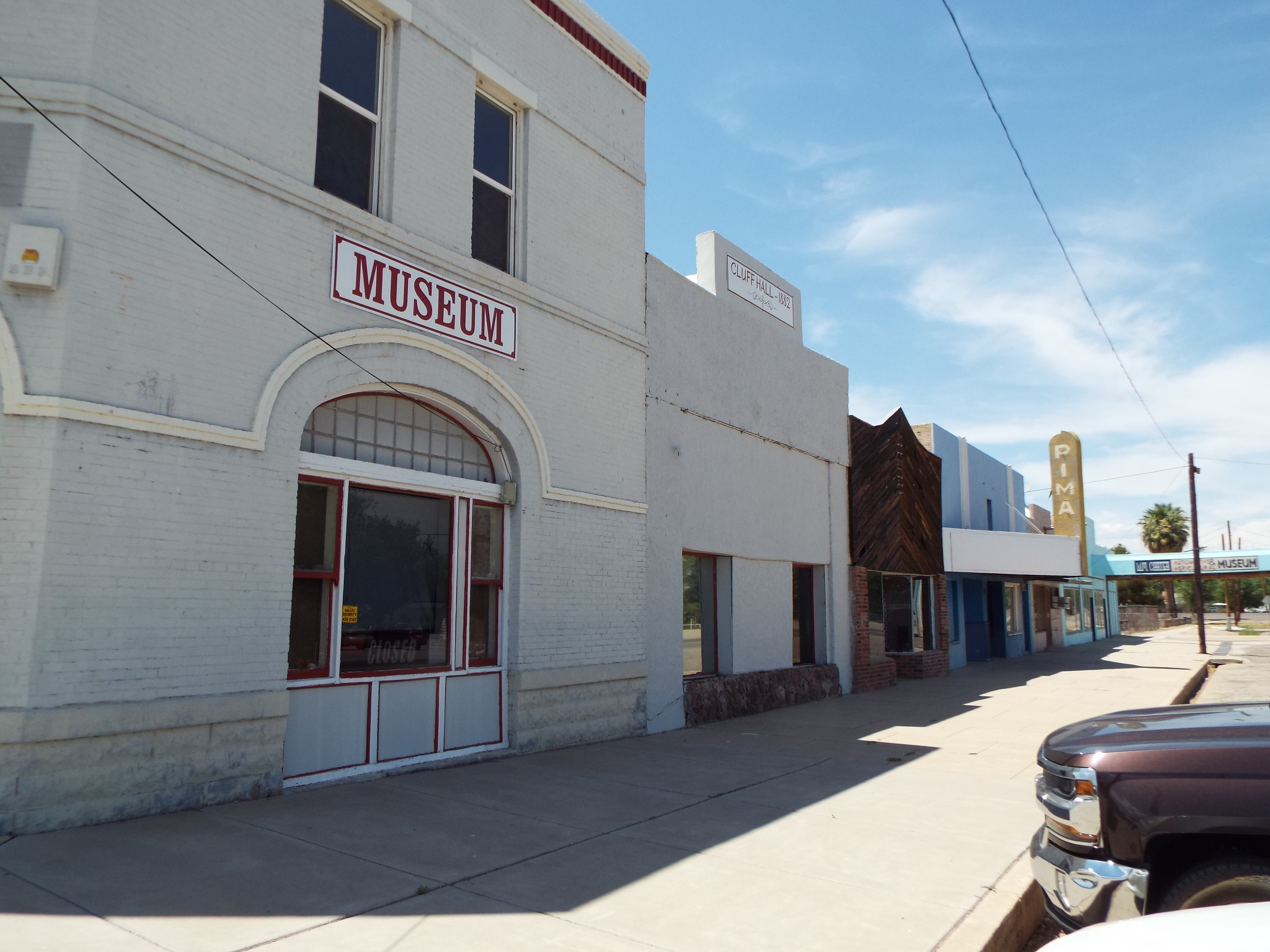
Centre-ville de Pima

Selon le recensement de 2010, Pima compte 2 387 habitants. La municipalité s'étend alors sur une superficie de 5,93 milles carrés (15,36 km2), dont 0,04 milles carrés (0,1 km2) d'étendues d'eau.
La ville est fondée au printemps 1879 par des explorateurs mormons sous le nom de Smithville, en l'honneur d'un dirigeant de l'Église de Jésus-Christ des saints des derniers jours. Lors de la création du bureau de poste, le United States Postal Service refuse aux habitants de la Ville le nom de Smithville, trop de localités portant déjà ce nom. Le bureau de poste prend alors le nom du comté : Pima.

## Démographie
| 1890 | 1900 | 1910 | 1920 | 1930 | 1940 | 1950 | 1960 |
| ---- | ---- | ---- | ---- | ---- | ---- | ---- | ---- |
| 750  | 521  | 500  | 515  | 980  | 867  | 824  | 806  |

| 1970  | 1980  | 1990  | 2000  | 2010  | - | - | - |
| ----- | ----- | ----- | ----- | ----- | - | - | - |
| 1 184 | 1 599 | 1 725 | 1 989 | 2 387 | - | - | - |